# Tiberio Mitri
Tiberio Mitri (* 12. Juli 1926 in Triest; † 12. Februar 2001 in Rom) war ein italienischer Boxer und Schauspieler.

## Leben
Mitri begann 1946 eine Karriere als Berufsboxer; 1948 wurde er italienischer Meister im Mittelgewicht, im Jahr darauf erkämpfte er den Titel des Europameisters dieser Gewichtsklasse. Am 12. Juli 1950 verlor er einen Weltmeisterschaftskampf gegen Jack LaMotta in einer hartumkämpften Entscheidung. 1954 wurde er erneut Europameister, verlor den Titel bei seiner nächsten Verteidigung aber wieder. Im September 1957 beendete er seine sportliche Karriere.
Mitri war mit der Schauspielerin Fulvia Franco verheiratet – Bedingung ihrer Hochzeit war angeblich die Verteidigung seines Titels im Kampf gegen Jean Stock –, mit der er einen 1951 geborenen Sohn hat, der in relativ jungen Jahren an einer Überdosis starb. Die Beziehungen zur Filmindustrie intensivierten sich nach Mitris Filmdebüt 1952 in I tre corsari; bis 1970 trat er, der sich 1954 von Franco hatte scheiden lassen, in rund 25 Filmen in Nebenrollen auf. Auch beim Fernsehen fand Mitri immer wieder Gelegenheiten, aufzutreten. Nach 1970 wurde es stiller um ihn; einige tragische Familienereignisse und immer stärker zunehmende körperliche und psychische Probleme traten neben Spätfolgen seiner Boxerkarriere zutage. Von 1989 an spielte er nochmals eine Rolle; in der Fernsehserie Classe di ferro sah man ihn als einen Ex-Boxer, der nun vom Pizzamachen lebt. 2001 starb Mitri, als er von einem Zug erfasst wurde.
Eine Verfilmung seines Lebens als Miniserie unter dem Titel Tiberio Mitri: Il campione e la miss kam im März 2011 in die Schlagzeilen, als ein Verwandter die vollständige Ausstrahlung der Biografie verhinderte.
Mitri war ein zweites Mal verheiratet und hatte eine 1967 geborene Tochter, die an AIDS verstarb.

## Filmografie (Auswahl)
- 1952: I tre corsari
- 1958: Totò a Parigi
- 1959: Man nannte es den großen Krieg (La grande guerra)
- 1960: Jovanka und die anderen (Jovanka e le altre)
- 1966: Eine Flut von Dollars (Un fiume di dollari)
- 1968: Gefahr: Diabolik! (Diabolik)
- 1989–1991: Classe di ferro (Fernsehserie)